# Astra 1C
O Astra 1C foi um satélite de comunicação geoestacionário europeu construído pela empresa Hughes. Na maior parte de sua vida útil, ele esteve localizado na posição orbital de 19,2 graus de longitude leste e era operado pela SES Astra, divisão da SES. O satélite foi baseado na plataforma HS-601 e sua vida útil estimada era de 12 anos. O mesmo saiu de serviço em julho de 2014 e foi transferido para uma órbita cemitério.

## Lançamento
O satélite foi lançado com sucesso ao espaço no dia 12 de maio de 1993, por meio de um veículo Ariane-42L H10, lançado a partir do Centro Espacial de Kourou na Guiana Francesa, juntamente com o satélite Arsene. Ele tinha uma massa de lançamento de 2.790 kg.

## Capacidade e cobertura
O Astra 1C era equipado com 24 transponders em banda Ku que atualmente prestam serviços OU/SNG para a Europa continental.